# Stacey Steers
Stacey Steers (Denver, 1954) y es una cineasta experimental estadounidense.

## Biografía
Nacida en Denver, Colorado, Stacey Steers es conocida por sus películas de animación, basadas en el proceso y compuestas por miles de figuras hechas a mano sobre papel. Su obra más reciente emplea imágenes tomadas de las primeras fuentes cinematográficas, a partir de las cuales construye narrativas originales y experimentales. Cada fotograma se compone primero de complejos collages de papel ensamblados a partir de fragmentos de grabados impresos, ilustraciones antiguas o dibujos; después fotografía cada collage en una película de 35 mm en un delicado trabajo artesanal.
Los cortometrajes de animación de Steers se han proyectado ampliamente en Estados Unidos y en el extranjero, y han recibido numerosos premios. Sus películas han sido incluidas en el Festival de Cine de Sundance, el Festival de Cine de Telluride, y en Europa en el de Locarno o el de Róterdam, entre otros; también sus obras han sido proyectadas en la Galería Nacional de Arte de Washington y en el MoMA neoyorkino.
En 2021, Steers vive y trabaja en Boulder, Colorado y ha ampliado su trabajo para incluir instalaciones que unen elementos de producción tridimensionales junto con bucles de películas, creando un nuevo contexto experimental. Las instalaciones de Steers se han expuesto en la Corcoran Gallery de Washington D. C. el Museo de Arte de Denver o en el Kunsthalle de Hamburgo (Alemania).
A lo largo de su carrera, Stacey Steers ha recibido importantes becas de la Fundación Guggenheim y el American Film Institute. Ha sido objeto de una importante retrospectiva en el Festival Internacional de Cine de Animación de Annecy (Francia) en 2015 y recibió el Brakhage Vision Award en el Festival Internacional de Cine de Denver de 2012. Steers es miembro de la Academia de Artes y Ciencias Cinematográficas.